# حكم بلعاوي
حكم عمر أسعد بلعاوي (وُلد في عام 1938 في بلعا – تُوفي في 28 نوفمبر 2020) سياسي ودبلوماسي فلسطيني، وأحد أعضاء حركة فتح. شغل مناصب عديدة أبرزها سفير منظمة التحرير الفلسطينية لدى تونس، وعضو المجلس التشريعي الفلسطيني الأول والثاني ووزير الداخلية في حكومة أحمد قريع الثانية.

## حياته
ولد حكم عمر أسعد البلعاوي في بلدة بلعا في محافظة طولكرم بالضفة الغربية عام 1938، وهو أب لأربعة أبناء.
عمل نائبًا لرئيس لجنة المعلومات المركزية في فتح بين عامي 1968-1978. ونائب سفير فلسطين في ليبيا بين عامي 1973-1975. وسفير فلسطين في تونس بين خلال 1983-1994. ومسؤول عن أجهزة الأمن، كما كان مندوبًا دائمًا لفلسطين في جامعة الدول العربية حتى عام 1990، وعضو اللجنة المركزية لحركة فتح منذ عام 1989، وسكرتيرًا لمجلس الأمن القومي الفلسطيني بين عامي 1994 و1996. كما كان مسؤولًا عن أجهزة أمن منظمة التحرير الفلسطينية خلفًا لصلاح خلف (أبو إياد).
اُنتخب عضوًا في المجلس التشريعي الفلسطيني بعد الانتخابات العامة الفلسطينية عام 1996 حيث حصل على 8,421 صوتًا في دائرة محافظة طولكرم ممثلًا عن حركة فتح. عينه الرئيس ياسر عرفات في منصب أمين سر حركة فتح في الضفة الغربية. وكان متحدثًا رسميًا باسم أمانة اللجنة المركزية لحركة فتح، والمتحدث الرسمي باسم اللجنة التحضيرية للاعداد للمؤتمر العام الحركي. والأمين العام للحكومة الفلسطينية السادسة. في 13 أكتوبر 2003 عُين قائمًا بأعمال وزير الداخلية بحكومة أحمد قريع الأولى، ولاحقًا عُين وزيرًا للداخلية في حكومة أحمد قريع الثانية واستمر بين 12 نوفمبر 2003. وحتى 24 فبراير 2005. حاز في عام 2006 على مقعد في المجلس التشريعي الفلسطيني الثاني بعد ترشحه عن حركة فتح.
في 20 أبريل 2017، منحه الرئيس الفلسطيني محمود عباس النجمة الكبرى لوسام القدس تقديراً لمسيرته الوطنية.

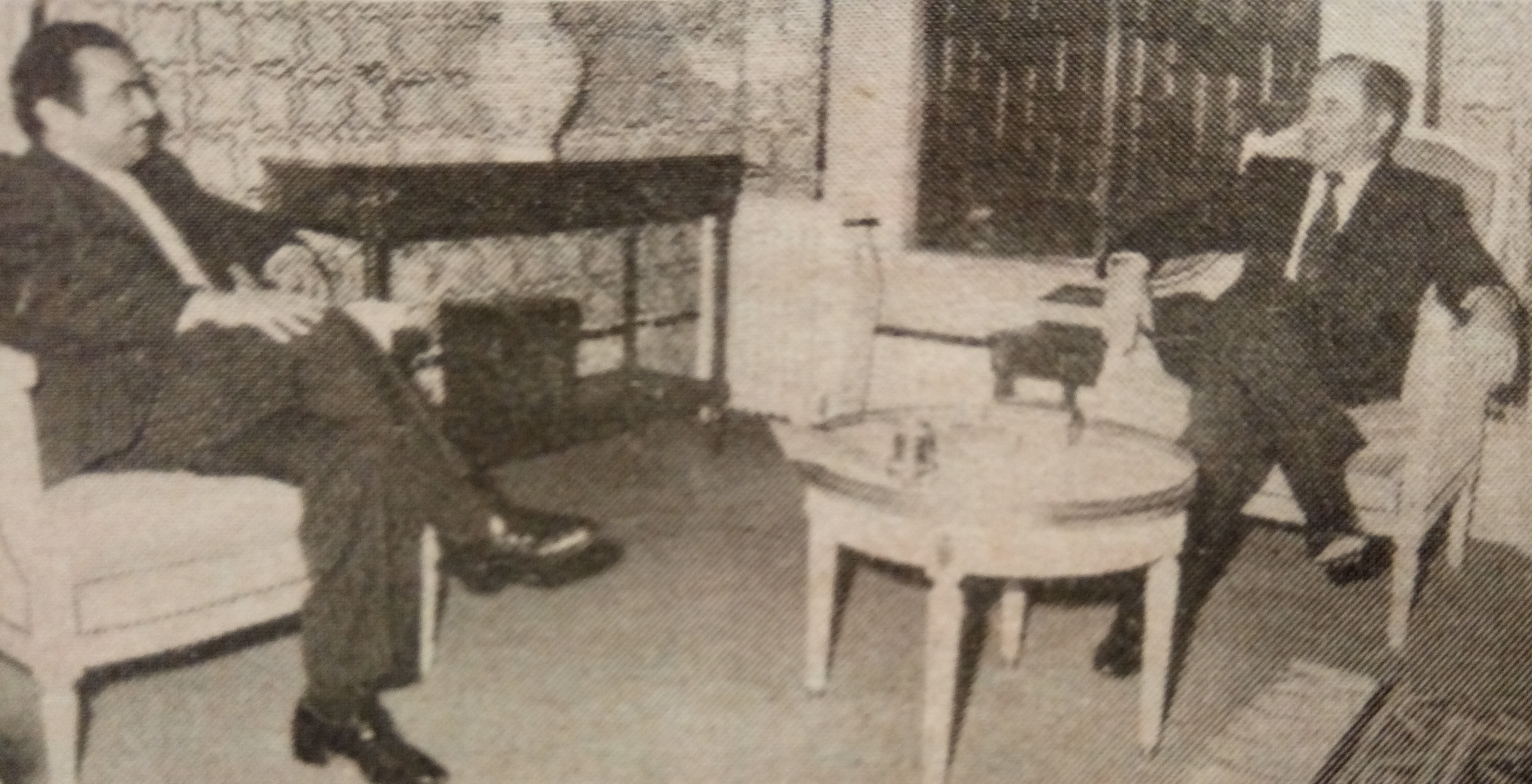
الوزير الأول التونسي السابق محمد مزالي وحكم البلعاوي

## مؤلفاته
كتب عددًا من المؤلفات، ومنها:
- موال للأرض والثورة، بيروت
- دفاعاً عن الشمس (قصص)، تونس، 1977
- المستحيل (مسرحية)، تونس، 1980
- شهادة ميلاد (قصص)، دمشق، 1983
- الحاجة رشيدة (قصص)، قبرص

## وفاته
تُوفي حكم بلعاوي يوم السبت الموافق 28 نوفمبر 2020، ونعاه رئيس دولة فلسطين محمود عباس.